# Supercollider / The Butcher
Supercollider / The Butcher — пісні англійського альтернативного рок-гурту Radiohead, випущені як подвійна сторона A у квітні 2011 року до Дня магазину звукозапису у Північній Америці. Radiohead працювали над обома піснями під час сесій для свого восьмого альбому The King of Limbs.

## Історія
Том Йорк вперше виконав соло «Supercollider» 6 червня 2008 року в Замку Малахайд, Дублін. Radiohead працювали над треком під час запису свого восьмого альбому The King of Limbs, але закінчили його лише в березні 2011 року, через місяць після випуску альбому. У пісні присутня «спокійна електронна пульсація».
Трек «The Butcher» був записаний і зведений під час сесій King of Limbs, але гурт вирішив, що він не підходить для альбому. Вона має «заїкаючі» барабани і басову лінію, що грає одну ноту.

## Реліз
«Supercollider» і «The Butcher» були випущені як подвійна сторона A на 12-дюймовому вінілі 16 квітня 2011 року до Дня магазину звукозапису. 18 квітня Radiohead випустили цифрові версії для тих, хто замовив The King of Limbs на їхньому сайті.

## Відгуки
Rolling Stone охарактеризував пісні як «чудові електробалади», які пасували б до «похмурої другої половини» The King of Limbs, і дав синглу 4 з 5. The Guardian написав, що «Supercollider» має «чудові злети і падіння», і особливо похвалив фальцет Йорка. Однак критик Vulture Марк Хоган вважав, що «The Butcher» має «вражаюче гуркітливі перкусії, але, за мірками Radiohead, не надто багато».
У 2021 році оглядач Stereogum Кріс Девіль написав, що «Supercollider» — це «епічна пісня, яка може стати центральним елементом і хребтом альбому», а «The Butcher» захоплююче поєднує танцювальні ритми з «найбільш жахливими тенденціями Radiohead». Він припустив, що The King of Limbs став би фаворитом шанувальників, якби до нього увійшли пісні «The Daily Mail» і «Staircase», які також були випущені того ж року.

## Список композицій
| #     | Назва           | Тривалість |
| ----- | --------------- | ---------- |
| 1.    | «Supercollider» | 7:02       |
| 2.    | «The Butcher»   | 4:35       |
| 11:37 |                 |            |